# Алфелд (Средња Франконија)
Алфелд (њем. Alfeld) општина је у њемачкој савезној држави Баварска. Једно је од 27 општинских средишта округа Нирнбергер Ланд. Према процјени из 2010. у општини је живјело 1.138 становника. Посједује регионалну шифру (AGS) 9574111.

## Географија
Алфелд се налази у савезној држави Баварска у округу Нирнбергер Ланд. Општина се налази на надморској висини од 485 метара. Површина општине износи 18,0 km².

## Становништво
У самом мјесту је, према процјени из 2010. године, живјело 1.138 становника. Просјечна густина становништва износи 63 становника/km².